# Iane Sandanski
Iane Ivanov Sandanski (búlgar: Яне Сандански, macedònic: Јане Сандански (18 de maig de 1872 – 22 d'abril de 1915), fou un revolucionari búlgar, reconegut com a heroi nacional a Bulgària i a Macedònia del Nord.
És conegut com l'Àguila de Pirin, búlgar: Пиринския орел, Tsar de Pirin, búlgar: Пиринския цар, Sandan Paixà, búlgar: Сандан паша i El vell, búlgar: Старика. Sandanski també era un maçó búlgar.

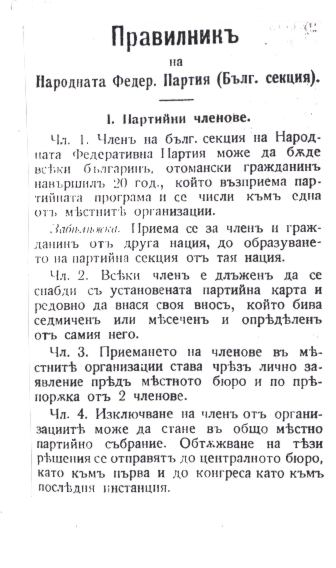
Estatuts del Partit Federatiu Popular (secció búlgara) escrit en búlgar: Art. 1: Pot ser membre de la secció búlgara del Partit Federatiu dels Pobles qualsevol ciutadà búlgar o otomà de més de 20 anys que accepti l'agenda del partit i participi en una de les seves organitzacions locals. NOTA: un ciutadà d'una altra nacionalitat pot ser acceptar com a membre, fins que s'estableixi una secció de partit per a aquesta nacionalitat. No obstant això, aquesta possibilitat mai es va donar.

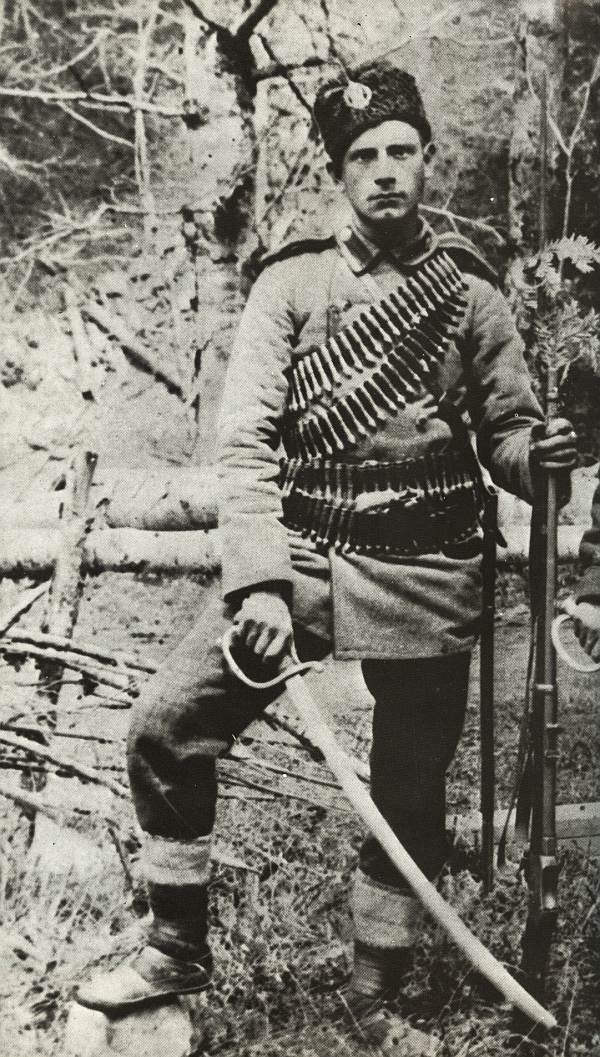
Iane Sandanski com a conscripte a l'exèrcit búlgar

En la seva joventut, Sandanski es va interessar per la política búlgara i va tenir una carrera com a governador de la presó local de Dúpnitsa. Després va estar involucrat en la lluita antiotomana, i s'uní inicialment al Comitè Suprem de Macedònia i Adrianòpolis (CSMA), però més tard es va canviar a l'Organització Interna Revolucionària de Macedònia (ORIMA). Sandanski es va convertir en un dels líders de l'ORIMA al districte revolucionari de Serres i cap de l'ala d'extrema esquerra de l'organització. Va donar suport a la idea d'una Federació Balcànica i Macedònia com a estat autònom en el seu marc, com una solució definitiva dels problemes nacionals a la zona. Durant el segon període constitucional es va convertir en un polític otomà i emprenedor, va col·laborar amb els Joves Turcs i va fundar el Partit Popular Búlgar. Sandanski va prendre les armes del costat de Bulgària durant les Guerres dels Balcans (1912-13). Finalment, va tornar a involucrar-se en la vida pública búlgara, però finalment va ser assassinat pels activistes rivals de la facció dreta de l'ORIMA.
L'herència de Sandanski continua sent discutida avui entre la historiografia búlgara i macedònia. Els historiadors macedonis es refereixen a ell en un intent de demostrar l'existència d'un nacionalisme macedoni o, almenys, d'un protonacionalisme dins d'una part del moviment revolucionari local en el seu moment. Malgrat el suposat autonomisme o federalisme "antibúlgar" de Sandanski, és poc probable que hagués desenvolupat la identitat nacional macedònia en un sentit estricte o considerés els exarquistes búlgars a la Macedònia Otomana com una nació separada dels búlgars. Contràriament a les afirmacions de Skopje, el seu "separatisme" representava un projecte supranacional, no nacional. Encara més, els compatriotes, que van convèncer a Sandanski d'acceptar idees d'esquerres, eren socialistes búlgars, la majoria dels quals eren d'origen no macedoni. El mot "macedoni" era llavors un "terme paraigua" que abastava diferents nacionalitats a la zona i, quan es va aplicar als eslaus locals, denotava principalment la comunitat búlgara regional. No obstant això, contràriament a les afirmacions búlgars, les seves idees d'una entitat política macedònia separada, han estimulat el posterior desenvolupament del nacionalisme macedoni.

## Biografia
Sandanski va néixer al poble de Vlahi prop de Kresna, llavors a l'Imperi Otomà el 28 de maig de 1872. El nom de Iane prové del diminutiu del nom del seu pare, Ivan. Durant la guerra d'alliberament russoturca, la seva família vivia a Gorna Djumaià. El seu pare va participar en la rebel·lió de Kresna-Razlog com a portaestendard. Després que l'alçament fos esclafat, el 1879 la seva família es va traslladar a Dúpnitsa, que, a diferència de Gorna DJumaià, romania a Bulgària. Allà Sandanski va assistir l'escola primària i va estudiar dos anys a la secundària. Durant dos anys i mig va estudiar de sabater i va treballar com a aprenent amb un mestre local de Dúpnitsa. Del 1892 al 1894 fou soldat de l'exèrcit búlgar. Després de deixar l'exèrcit, va tornar a Dúpnitsa i va començar a treballar com a assistent al despatx d'advocats del seu oncle Spas Harizànov.

### Comitè Suprem
Sandanski era un partidari actiu de l'ala de Radoslàvov del Partit Liberal i poc després de la seva arribada al poder el febrer de 1899, fou nomenat cap de la presó de Dúpnitsa. A causa d'això, el seu nom "Sandanski" es va distorsionar a "Zindanski", que prové del turc "Zindancı" ("carceller").

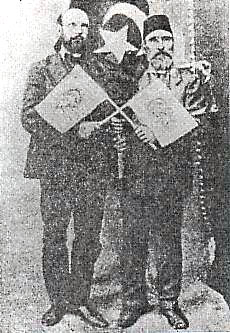
Yane Sandanski, posant davant la bandera otomana amb l'activista dels Joves Turcs Nureddin Beg.

Iane Sandanski va participar en el Moviment Revolucionari de Macedònia i Tràcia i es va convertir en un dels seus líders. Es va unir inicialment al Comitè Suprem de Macedònia i Adrianòpolis (CSMA) el 1895 durant una incursió a les regions habitades per musulmans del Ròdope central a Tràcia. Durant els següents cinc anys, Sandanski va ser activista de CSMA a la regió de Pirin, però el 1900 va tornar a ser director de la presó local de Dúpnitsa. El 1901, Sandanski va passar a l'Organització Revolucionària de Macedònia i Adrianòpolis (ORMA). Va construir la xarxa de comitès de l'organització als districtes de Serres i Gorna Djumaia a la regió de Pirin, i per això la gent li va donar el sobrenom de "Tsar de Pirin" (búlgar: Пиринския цар Pírínskia tsar). També va ser un dels organitzadors de la crisi d'ostatges coneguda com a afer Miss Stone, El 3 de setembre de 1901, una missionera protestant anomenada Ellen Stone anava a cavall a través de l'interior muntanyós de Macedònia i fou emboscada per una banda de revolucionaris armats. Sandanski també estigué actiu en l'aixecament antiotomà d'Ilinden-Preobrajènie. Les milícies actives a la regió de Serres, liderades per Iane Sandanski i un destacament insurgent del Comitè Suprem de Macedònia, van retenir una gran força turca. Aquestes accions van començar el dia de la Festa de la Creu i no van implicar tant a la població local com a d'altres regions, sinó que se situaren ben bé a l'est de Monastir i a l'oest de Tràcia.
El fracàs de la insurrecció d'Ilinden va donar lloc a l'eventual divisió de l'OIRM en una facció esquerrana (federalista) als districtes de Serres i Strúmica i una facció de dreta (centralistes) als districtes de Bítola, Uskub. La facció d'esquerres s'oposava al nacionalisme búlgar i advocava per la creació d'una Federació Socialista Balcànica amb igualtat per a tots els subjectes i nacionalitats. La facció centralista de l'OIRM va derivar cap al nacionalisme búlgar, ja que les seves regions rebien incursions de bandes armades sèrbies i gregues, que van començar a infiltrar-se a Macedònia després del 1903. Els anys 1905-1907 foren testimonis de la divisió entre les dues faccions, quan el 1907 Tòdor Panitsa va assassinar els activistes de la facció dretana Borís Saràfov i Ivan Garvànov per ordre de Sandanski.

### Joves Turcs i intents d'assassinat
Després de la Revolució dels Joves Turcs el 1908 i durant el Segon Període Constitucional Sandanski es va passar al costat dels Joves Turcs. Adoptà les idees de l'otomanisme, que els joves acabats d'arribar al poder proclamaven com a ideologia oficial. També proclamaven la creació d'una nació otomana unificada, composta per les nacions individuals de l'Imperi. Els seus opositors l'acusaren fins i tot de cobrar un sou mensual de 50 lires.
El congrés de Kiustendil de la facció dretana de l'Organització Interna Revolucionària de Macedònia (OIRM) el 1908, va sentenciar Sandanski i Panitsa a mort, i va conduir a una desintegració definitiva de l'organització. De conformitat amb aquesta decisió, Tane Nikòlov, amb la col·laboració de Dimítar Zapriànov i Ivan Mòskov va tractar, sense èxit, d'assassinar Iane Sandanski a Tessalònica; en l'atemptat van morir els guardaespatlles de Sandanski Mitso Vranski i Tantxo Atanàssov, però Sandanski se salvà i només resultà ferit. El congrés per a l'establiment de l'ORMA, previst per a la tardor de 1908, va fracassar després de l'atemptat. Un any més tard, però, es crea un nou Partit Federatiu Popular (PFP), que en realitat reemplaça el projecte per crear l'ORMA.
El 1909, Sandanski i els seus seguidors participaren en la marxa dels Joves Turcs a Istanbul i en el destronament del sultà Abdul Hamid II, al març de 1909. Després Sandanski es reuní amb Josep I, a qui considerava un oponent de l'alliberament. Després de reunir-se amb el cap espiritual búlgar, es va convertir en el seu amic. En aquell moment, per ordre de Tòdor Aleksàndrov i Tòdor Làzarov, un grup de diverses persones, incloent Kotxo Avràmov, Iordan Ivànov i Vladi Slànkov, van dur a terme un nou intent frustrat d'atacar Sandanski a Constantinoble. El 14 d'agost de 1909, Vladi Slànkov va fer un tercer intent, sense èxit, de matar Sandanski a la cafeteria "Kolombo" de Tessalònica. Decebut pels Joves Turcs, espantat pels atacs i exclòs, després de greus conflictes, pel PFP, Sandanski es va retirar el 1910 al monestir de Rojen.

### Creació de l'ORMA i el PFP (secció búlgara)
Se suposava que aquest projecte federalista incloïa diferents seccions ètniques en si mateix, però aquesta idea va fracassar i l'única secció que es va crear va ser la facció de Sandanski, anomenada "secció búlgara". D'aquesta manera, els seus activistes només "van ressuscitar" la seva identificació nacional búlgara, ja que la facció de Sandanski propugnava els interessos particulars de la "nacionalitat búlgara" a l'Imperi. Sandanski somiava amb la creació d'una República Federativa Balcànica d'acord amb els plans de la Federació Socialista dels Balcans, i Macedònia formaria part d'aquesta Federació. Va exigir que l'OIRM abastés totes les nacionalitats de la regió, no només els búlgars.
D'aquesta manera, seria possible crear un sistema saludable dirigit a l'organització d'un aixecament massiu. Posteriorment Sandanski i la seva facció van donar suport activament a l'exèrcit búlgar en les Guerres Balcàniques de 1912-1913, inicialment amb la idea que el seu deure era lluitar per una Macedònia autònoma, però després lluitant per Bulgària. En observar les atrocitats dels serbis sobre la població local, els antics membres de l'OIRM van començar a restaurar la xarxa organitzativa. En el mateix període, un grup al voltant de Petar Txaulev va començar negociacions amb els revolucionaris albanesos. El govern albanès temporal els va proposar una revolta comú per organitzar-se i ressuscitar. Les negociacions de la part de l'Organització les havia de dur a terme Petar Txaulev. El govern búlgar, però, va creure que no arribaria a una nova guerra amb Sèrbia, per la qual cosa no va assistir a les negociacions. No obstant això, més tard, al juny de 1913, el govern búlgar va enviar a Tirana a Iane Sandanski per a noves negociacions. Va concedir una entrevista al diari "Seculo", on va dir que havia arribat a un acord amb els albanesos i que, des del bàndol búlgar, hi havia bandes i assalts organitzats. Així que va ajudar a la preparació de l'aixecament d'Ohrid-Debar, organitzat conjuntament per l'OIRM i els albanesos de Macedònia Occidental. Després de les Guerres Balcàniques, Macedònia de Pirin va ser cedida el 1913 a Bulgària i Sandanski es va reubicar novament al Regne de Bulgària, on va ser assassinat el 1915 pels seus opositors polítics.

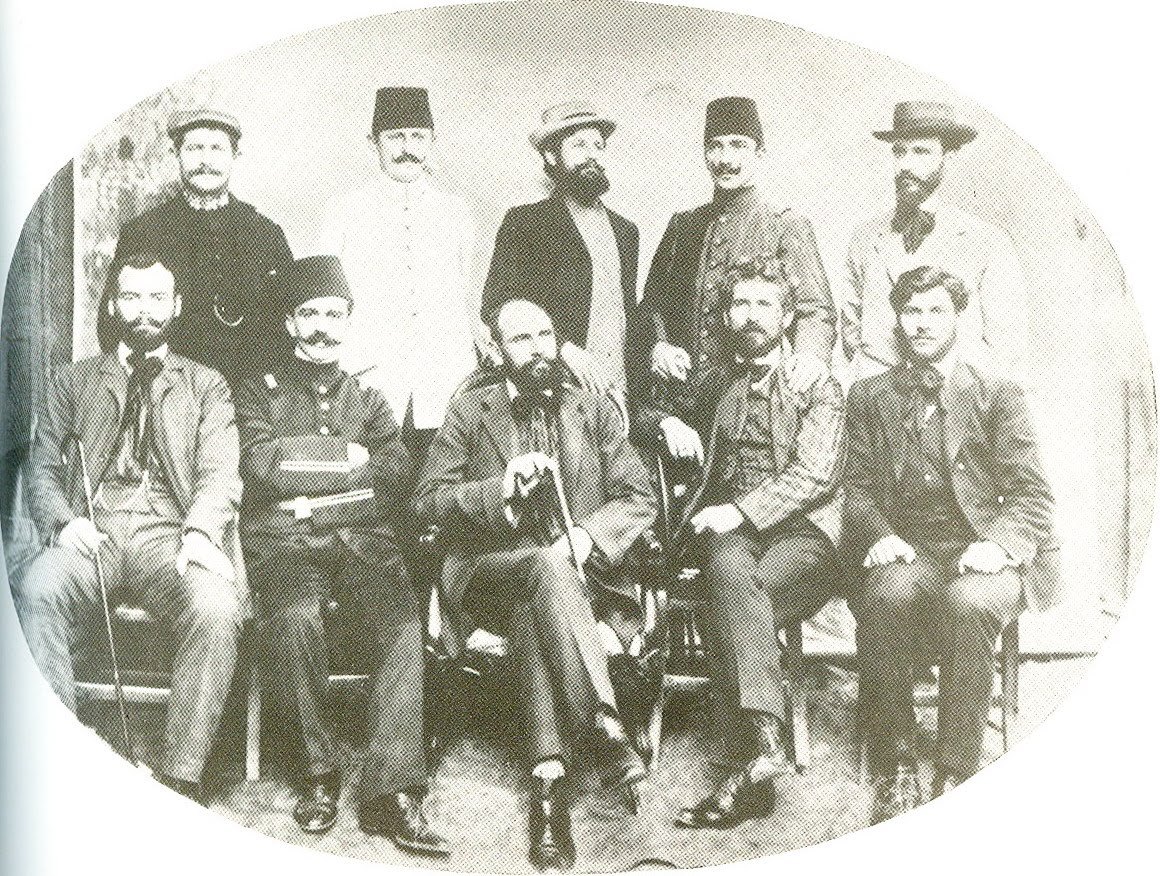
Sandanski, Dimo Hadjidímov, Tòdor Panitsa i altres federalistes amb els Joves Turcs

## Controvèrsia
El moviment d'alliberament macedoni estava format per tres importants faccions. Menat per les seves excessives ambicions, Sandanski va entrar en conflicte amb la majoria: els centralistes de l'ORIMA i els varhovistes o supremistes. Tot i que inicialment era un membre de la facció nacionalista búlgara dels varhovistes, més tard, Iane Sandanski i el seu grup de Serres (els federalistes) proclamaren una lluita per una Macedònia autònoma que havia d'estar inclosa en una Federació Socialista Balcànica. D'aquesta manera, la política de Sofia es va identificar completament amb el personatge adversari d'Atenes i Belgrad. Tanmateix, els activistes de Serres estipulaven que la qüestió macedònica no es podia resoldre si es formulava com a part d'una qüestió nacional búlgara. Després de l'aixecament d'Ilinden, aquest grup va insistir en la cooperació amb tots els grups ètnics i religiosos de l'Imperi Otomà i va preveure la inclusió de Macedònia i el districte d'Adrianòpolis en una Federació Balcànica. Tanmateix, la idea de l'autonomia macedònia era estrictament política i no implicava una secessió de l'ètnia búlgara, tal com es va veure en una etapa posterior de la lluita del grup entorn de Sandanski, que va defensar una sèrie d'idees clàssiques liberals entrellaçades amb el socialisme, importat de Bulgària.
D'altra banda, la fracció més gran (els centralistes), així com la de l'altra organització revolucionària - Comitè Suprem de Macedònia-Adrianòpolis - varhovistes, (la majoria dels quals es van unir als "centralistes" després de la seva dissolució el 1903) apuntaven també a l'autonomia. Però no esperaven la inclusió en una Federació Socialista balcànica i no tenien una política tan extrema per la seva relació amb Sofia. Aquestes diferències polítiques van donar lloc a un fort conflicte entre ells.
Probablement el pecat més gran de Sandanski en el context de tot el moviment van ser els assassinats del voivoda Mihail Dàev i posteriorment d'Ivan Garvànov i Borís Saràfov, tots dos membres del Comitè Central de l'OIRM. Va arribar a lamentar aquests i altres assassinats més tard. Per això, fins i tot va ser condemnat a mort pels centralistes. Les autoritats búlgares van investigar els assassinats i van sospitar que Sandanski era la força principal que hi havia darrere. D'altra banda, va ser amnistiat pel Parlament búlgar després del suport que va donar a l'exèrcit búlgar durant les Guerres Balcàniques.

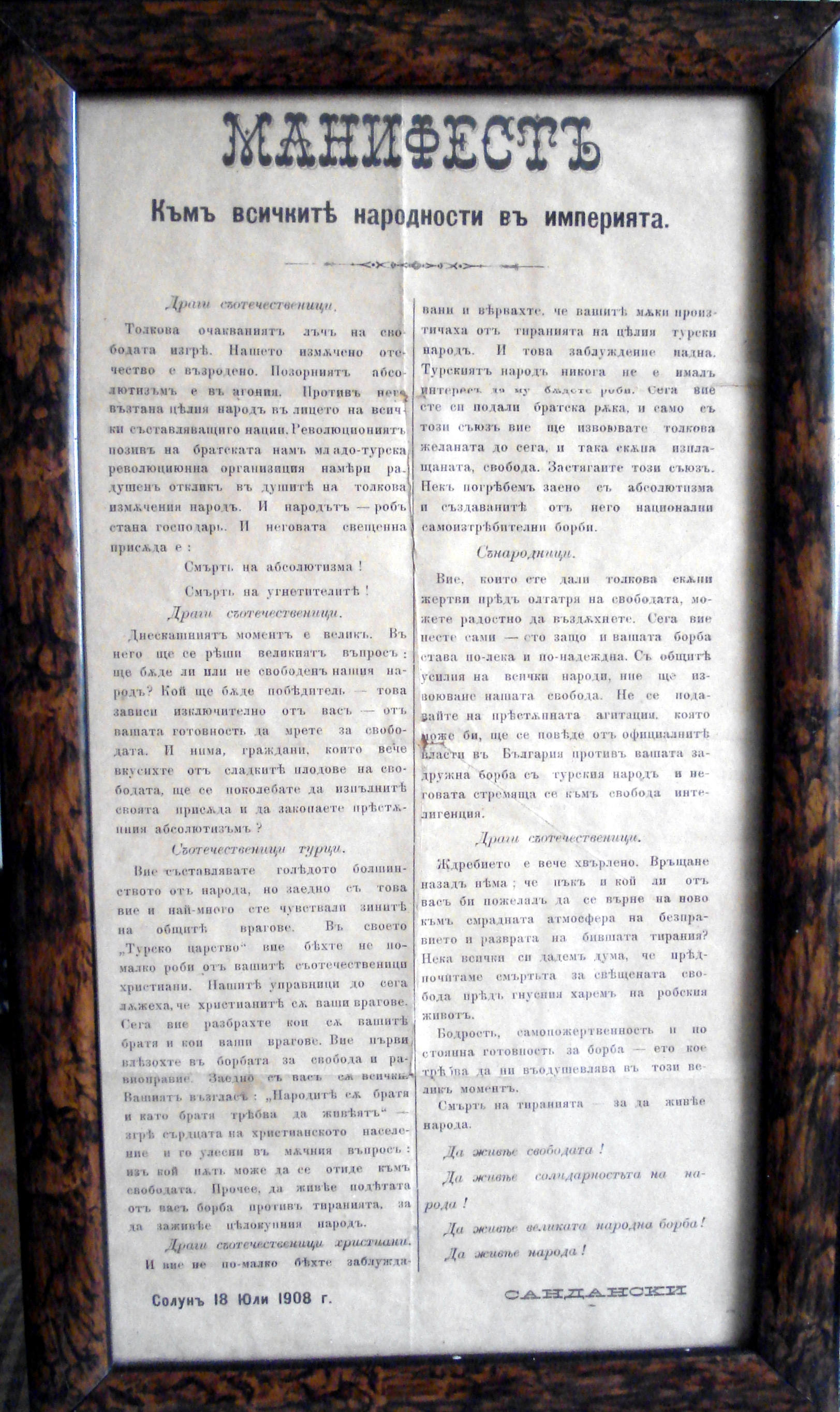
El manifest proclamat per Iane Sandanski al començament de la Revolució dels Joves Turcs

Hi havia una llarga història de fricció entre l'exarcat búlgar i l'organització, ja que els més propers a l'exarcat eren moderats i no revolucionaris. Per tant, els dos cossos mai no havien pogut mirar-se cara a cara en una sèrie de temes importants que afectaven la població de Tràcia i Macedònia. En els seus informes periòdics a l'exarca, el bisbe búlgar de Mèlnik sol referir-se a Iane com la bèstia salvatge i deliberadament va escriure el seu nom sense majúscules. Malgrat els ultraesquerrans, ell també havia rebutjat l'exarcat búlgar com a institució, o va negar que jugués cap paper en la vida dels búlgars macedonis. Sandanski també va col·laborar més tard amb els Joves Turcs, i es va oposar a altres faccions de l'OIRMA, que lluitaven contra les autoritats otomanes en aquest període.
Durant els primers dies de la Revolució dels Joves Turcs, la col·laboració dels esquerrans macedonis amb els activistes otomans es va manifestar en un "Manifest especial a totes les nacionalitats de l'Imperi". La lleialtat a l'Imperi declarada per Sandanski feia deliberadament borrosa la distinció entre l'agenda política macedònia i l'otomana. Aquesta transició ideològica va ser bastant suau atès que la retòrica del supranacionalisme autonomista macedoni era ja molt propera a la idea otomana de l'anomenada "unitat dels elements". Durant la lluna de mel dels revolucionaris de Serres i de les autoritats otomanes, van ser les idees internacionalistes d'activistes socialistes búlgars les que van deixar el seu segell a l'agenda de Sandanski: calia sotmetre al panotomanisme el que es consideraven interessos nacionals, per tal d'aconseguir una "unió supranacional" de totes les nacionalitats dins d'un imperi reformat. Després que Bulgària perdés les Guerres Balcàniques, i com a resultat que la major part de Macedònia va ser cedida a Grècia i Sèrbia, Sandanski va intentar organitzar l'assassinat del tsar Ferran I, però va fracassar.
Els centralistes van organitzar diversos intents frustrats d'assassinat contra Sandanski. Van estar a prop d'aconseguir el seu objectiu a Tessalònica, on Tane Nikòlov va aconseguir matar altres dos federalistes i va ferir Sandanski. Finalement, Sandanski va morir prop del Monestir de Rojen el 22 d'abril de 1915, mentre viatjava des de Mèlnik a Nevrokop, abatut per un escamot d'activistes locals de l'ORIMA. Es creu que l'assassinat va ser organitzat per Stoian Fílipov, i Andon Katxàrkov el va assenyalar com un dels que va participar físicament en l'assassinat, tot i que el tribunal no va trobar proves per incriminar-lo. El seu cos va ser trobat pels integrants d'una caravana. Fou enterrat a la vora del Monestir de Rojen, a l'Església dels Sants Círil i Metodi.

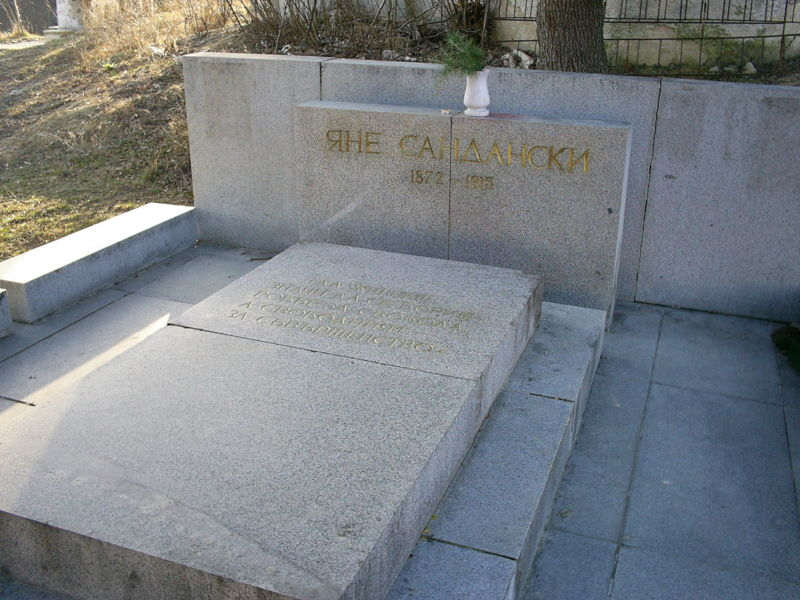
Tomba de Iane prop del Monestir de Rojen, Mèlnik, on hi ha escrites les seves paraules: Viure és lluitar - l'esclau per la llibertat i el lliure - per la perfecció

## Llegat
Tot i que el llegat de Sandanski continua sent discutit entre la historiografia búlgara i macedònia, hi ha hagut intents entre acadèmics internacionals de reconciliar la seva conflictiva i controvertida activitat. Segons el professor turc d'història Mehmet Hacısalihoğlu, que està interessat en la construcció de nacions a finals de l'Imperi Otomà, és molt difícil trobar respostes definitives a algunes qüestions delicades relacionades amb la biografia de Sandanski. L'opinió de Hacısalihoğlu és que Sandanski era de facto un traïdor dels interessos nacionals búlgars a Macedònia, que col·laborava amb els Joves Turcs, donant suport a la idea de l'autonomia de la regió en l'Imperi Otomà i s'oposava a la seva incorporació a Bulgària. Això li permetria de mantenir el seu paper polític, com un dels líders natius de la regió. Tanmateix, això no vol dir que ell considerés els búlgars de Macedònia com una nació macedónia separada. A més, tots els ideòlegs principals, que van adoctrinar a Sandanski amb aquestes idees d'esquerres, eren socialistes de Bulgària pròpiament dita. Mercia MacDermott que és autora d'un llibre biogràfic sobre Sandanski, ha admès que ha tingut una "batalla real" sobre aquesta controvertida figura. Tanmateix, ella l'ha qualificat de revolucionari búlgar, que sota la influència de les idees d'esquerres, va intentar resoldre la qüestió macedònia unint tots els pobles dels Balcans. En conjunt, durant els primers anys del segle xx, la idea d'una identitat macedònia separada va ser promoguda només per petits cercles d'intel·lectuals, però la majoria dels eslaus a Macedònia es consideraven búlgars. L'Organització Revolucionària Interna Macedònia de principis de segle era, en realitat, d'orientació pro-búlgara i els seus membres tenien identitat ètnica búlgara, incloent Sandaski.
L'historiador Hristo Siliànov ofereix una posició de Sandanski on afirma que la solució de la qüestió macedònia no és la unitat amb els búlgars, i que la població macedònia havia d'emancipar-se com a poble autodeterminat (o independent). No obstant això Siliànov descrivia tots els revolucionaris de l'ORIMA com a búlgars i usava el terme "macedoni" només com a designació regional.

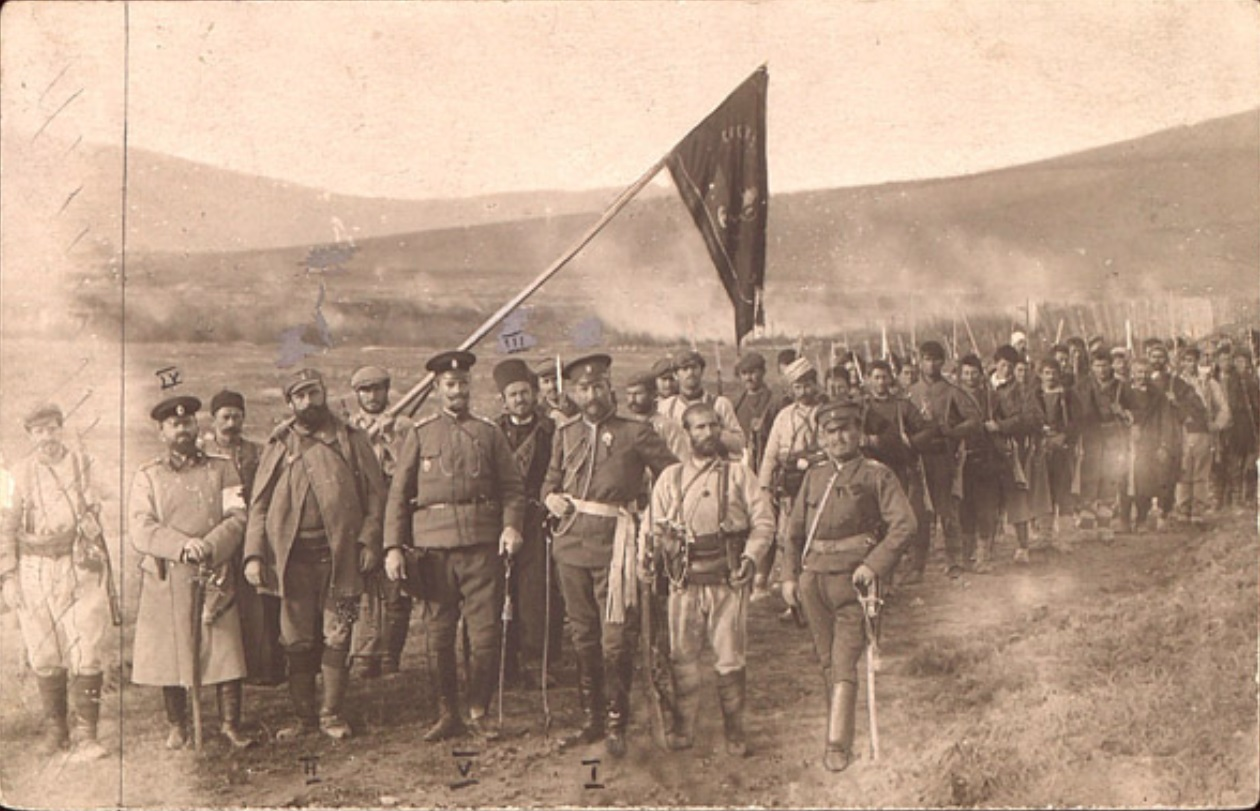
Sandanski (esquerra) amb membres de l'ORIMA que donaven suport a les tropes búlgares durant les Guerres Balcàniques.

A Macedònia del Nord, Sandanski es considera un heroi nacional i una de les figures revolucionàries més destacades del segle xx. No obstant això, alguns especialistes macedonis, del corrent principal, sobre la història del moviment revolucionari local, com l'acadèmic Ivan Katardžíev i el doctor Zoran Todorovski, argumenten que el separatisme polític de Sandanski representava una forma primerenca del nacionalisme macedoni, afirmant que en aquell moment era només un fenomen polític, sense caràcter ètnic. Ambdós defineixen tots els revolucionaris macedonis des d'aquest període com a "búlgars", com a productes del sistema educatiu búlgar i l'Església búlgara, que tenien una política de produir "consciència nacional búlgara" les seves escoles exarquistes. Segons ells, la identitat macedònia va sorgir sobretot després de la Primera Guerra Mundial i Sandanski es va identificar també com a búlgar. L'historiador búlgar Stoian Boiadjíev, ha qualificat Sandanski com un revolucionari búlgar extremadament controvertit, l'activitat separatista del qual, tot i així, va produir com un gran nacionalisme macedoni. Avui, Sandanski és un dels noms esmentats en l'Himne Nacional de Macedònia del Nord. A Bulgària, el règim comunista va apreciar Sandanski per les seves idees socialistes i el va honrar reanomenant el poble de Svetí Vratx com a Sandanski, el 1949. En els anys posteriors a la caiguda del comunisme, alguns historiadors búlgars de dretes han volgut desacreditar la seva reputació. El Punt Sandanski a la costa est de la Península Ioannes Paulus II de l'Illa Livingston, a l'Antàrtida, va rebre aquest nom en honor seu per part de l'Expedició Antàrtica Búlgara.